# Asago
Asago (jap. 朝来市 Asago-shi) ist eine Stadt in der Präfektur Hyōgo in Japan.

## Geographie

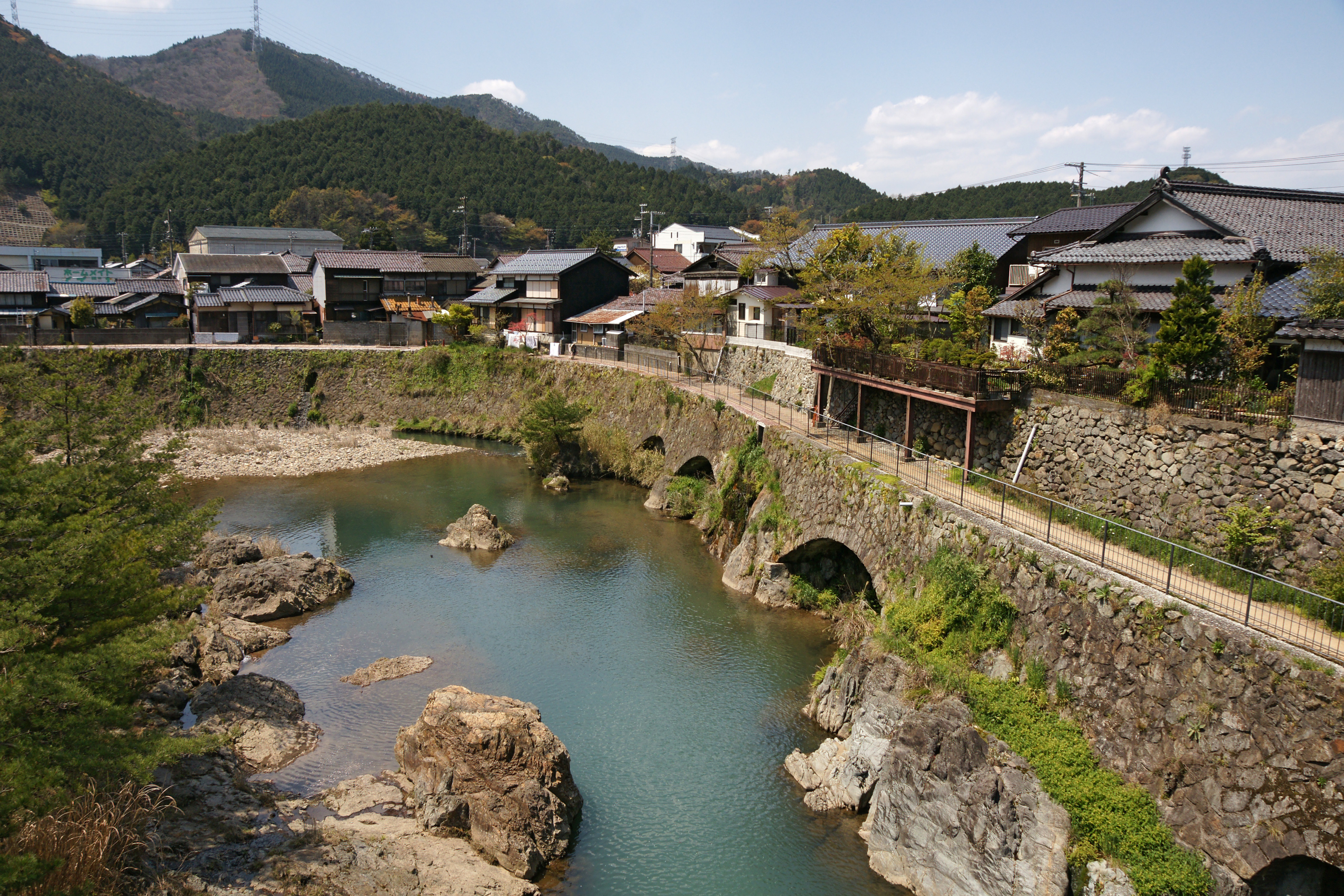
Landschaft von Kuchiganaya, Ikuno, Asago

Asago liegt nördlich von Kōbe und südlich von Toyooka.

## Geschichte
Die Stadt Asago wurde am 1. April 2005 aus den ehemaligen Gemeinden Ikuno, Wadayama, Santo und Asago gegründet.

## Sehenswürdigkeiten
- Silberbergwerk Ikuno
- Burg Takeda

## Eine Schwesternstadt und Freundschaftsstadt
- Newberg, Vereinigte Staaten, eine Schwesternstadt
- Perth, Ontario, Kanada, eine Schwesternstadt
- Barbizon, Frankreich, Freundschaftsstadt

## Verkehr
- Straße
  - Kitakinki-Toyooka-Autobahn
  - Bantan-Anschlussstraße
  - Nationalstraße 9
  - Nationalstraße 312, 427, 429
- Zug
  - JR-San’in-Hauptlinie: nach Kyōto und Shimonoseki
  - JR-Bantan-Linie: nach Himeji und Asago

## Söhne und Töchter der Stadt
- Hajime Kanzaka (* 1964), Schriftsteller
- Takashi Shimura (1905–1982), Schauspieler

## Angrenzende Städte und Gemeinden
- Präfektur Hyōgo
  - Toyooka
  - Yabu
  - Shisō
  - Tamba
  - Taka
  - Kamikawa
- Präfektur Kyōto
  - Fukuchiyama